# ضوضاء الطريق

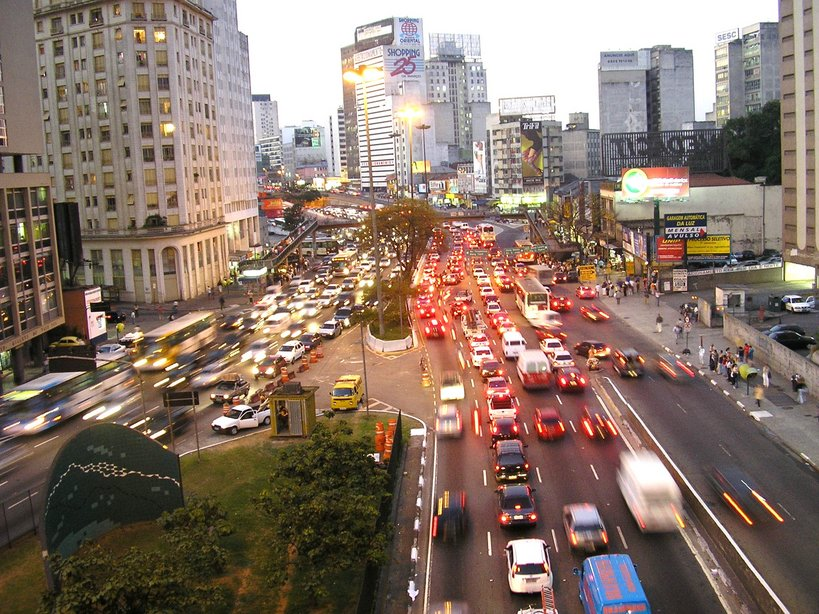
ضجيج الطريق هو الشكل الأكثر انتشارًا للضوضاء البيئية. في الصورة: ساو باولو، البرازيل.

ضوضاء الطريق هي إجمالي الطاقة الصوتية التي تنتجها السيارات المتحركة. الغالبية العظمى من هذه الطاقة مصدرها هو سطح الطريق والإطارات والمحرك / ناقل الحركة، والديناميكية الهوائية، والمكابح. يعتبر صوت الإطارات المتحركة على الرصيف أهم مصدر لضوضاء الطريق السريع، وتزداد حدة هذه الضوضاء مع زيادة سرعة المركبة.
في البلدان المتقدمة والنامية، تساهم ضوضاء الطرق بنسبة كبيرة نوعًا ما من إجمالي التلوث الضوضائي المجتمعي. في الولايات المتحدة، تساهم ضوضاء الطرق في التعرض للضجيج البيئي أكثر من أي مصدر ضوضاء آخر.

## تاريخ
بدأ قياس ضوضاء الطريق على نطاق واسع في الستينيات ، حيث بدأت المحاكة بالحاسوبية لهذه الظاهرة تصبح ذات مغزى. بعد إقرار قانون السياسة البيئية الوطنية وقانون التحكم في الضوضاء ،  ارتفع الطلب على التحليل التفصيلي وبدأ صانعو القرار في مخاطبة علماء الصوت للحصول على إجابات فيما يتعلق بتخطيط الطرق الجديدة وتصميم أنظمة مكافحة الضجيج. ثبت أن الحظر الجزئي على السيارات من المناطق الحضرية له تأثير ضئيل على خفض مستويات الصوت (كما سيتضح من دراسات النمذجة اللاحقة)؛ على سبيل المثال أدى الحظر الجزئي في جوتنبرج بالسويد إلى تقليل طفيف في مستويات الصوت.
في الاتحاد الأوروبي واليابان يهدف تنظيم ضوضاء الإطارات ومجموعة نقل الحركة إلى تقليل الضوضاء بحوالي 3 ديسيبل فقط، ولن يسري مفعوله إلا بشكل تدريجي لأن عددًا قليلاً من السيارات ذات الصوت الأعلى هي المتسببة في الضوضاء. في السبعينيات بدأت الولايات والمقاطعات في تطبيق القوانين ضد المركبات غير المزودة بكاتم الصوت، مما أدى إلى انخفاض طفيف في ضوضاء المركبات.
لم يتغير ضجيج المركبات كثيرًا خلال العقود الثلاثة الماضية؛ ومع ذلك إذا استمر التوجه العالمي في استخدام السيارات الهجينة فسيحدث تقليل كبير للضوضاء خاصة في أنظمة حركة المرور التي تقل فيها السرعة عن 35 ميلاً في الساعة. تتميز المركبات الهجينة بالهدوء الشديد عند السرعات المنخفضة لدرجة أنها تخلق مشكلة تتعلق بسلامة المشاة عند الرجوع للخلف أو المناورة عند وقوف السيارات وما إلى ذلك (ولكن ليس عند السير للأمام)، لذا فهي عادةً ما تكون مزودة بأصوات تحذير.

## الأسباب

### السرعة
تتأثر الضوضاء بشكل كبير بسرعات السيارة، حيث تتضاعف طاقة الصوت تقريبًا لكل زيادة قدرها عشرة أميال في الساعة في السرعة؛ يحدث استثناء لهذه القاعدة عند السرعات المنخفضة جدًا حيث تهيمن ضوضاء الفرملة والتسارع على الضوضاء الديناميكية الهوائية.

### مركبات
تساهم الشاحنات في حدوث ضوضاء مفرطة ليس فقط بسبب استخدامها لمحركات ضخمة، بل لاحتوائها أيضًا على مداخن الديزل الطويلة والسحب الديناميكي الهوائي. عادة ما يكون هناك ضوضاء داخلية كبيرة داخل المركبات ذات المحركات أثناء حركتها ولا يدرك الركاب في كثير من الأحيان أن هذه المستويات مرتفعة لأن السائقين اعتادوا على سماع الأصوات التي تتجاوز 65 ديسيبل.

### الأسطح
تتأثر مستويات الضوضاء المختلفة بنوع سطح الطريق. هناك فرق بمقدار 4 ديسيبل بين أعلى وأنعم أنواع الأسطح الأولية التي توجد في المدن المعاصرة: سطح الطريق المكون من عدة طبقات من الأسفلت هو الأعلى في الضوضاء، الأسطح الخرسانية التي لا تحتوي على فواصل هي الأهدأ، والأسطح الإسفلتية متوسطة الضوضاء تقريبًا.
يعتبر الأسفلت المطاطي (الذي يستخدم الإطارات القديمة المعاد تدويرها) أكثر هدوءًا ويستخدم بالفعل على نطاق واسع. قد تقلل أسطح الطرق المرنة المسامية التجريبية (PERS) ضوضاء الطريق إلى النصف. تصنع هذه الأسطح عن طريق إضافة الإطارات المطحونة إلى مواد رصف الأسفلت. أظهرت الدراسات أن حفر الأخاديد الطولية في الرصيف يقلل من الضوضاء.

### الإطارات
قد تختلف مستويات الضوضاء بمقدار 10 ديسيبل اعتمادًا على نوع الإطار، وفقًا لدراسة أجريت عام 2001 على عينة من 100 إطار متوفر تجاريًا لم يثبت وجود علاقة بين تماسك الإطار على الطريق والضوضاء، وقد تكون مقاومة الحركة أقل قليلاً مع الإطارات الأكثر هدوءًا. تبنت أوروبا على نطاق واسع وضع علامات على الإطارات الأكثر ضوضاءًا من أجل تعريف المشتري بقيمة ضوضاء الصوت، والثبات، ومقاومة الإطار للدوران.

### هندسة الطرق
ترتبط هندسة الطرق والتضاريس المحيطة ببعضها البعض، نظرًا لأن انتشار الصوت حساس بالنسبة للتضاريس ويجب أن يأخذ في الاعتبار الحيود (انحناء الموجات الصوتية حول العوائق) والانعكاس وانخفاض الموجة الأرضية والانكسار.

### الريح
تعتبر الأرصاد الجوية الدقيقة مهمة من حيث أن الموجات الصوتية يمكن أن تنكسر عن طريق تدرجات الرياح أو الخطوط الحرارية، مما يؤدي بشكل فعال إلى استبعاد تأثير بعض حواجز الضوضاء أو تدخل التضاريس.

### العوائق
تعتبر هندسة هياكل المنطقة من المدخلات المهمة، إذ إن وجود المباني أو الجدران يمكن أن يحجب الصوت في ظل ظروف معينة، لكن الخصائص الانعكاسية يمكن أن تزيد الطاقة الصوتية في مواقع أخرى.
1. ↑  "Tire-Pavement Noise | Sound Control". soundcontroltech.com (بالإنجليزية الأمريكية). Archived from the original on 2022-02-01. Retrieved 2017-02-06.
2. ↑  Hogan، C. Michael (سبتمبر 1973). Analysis of highway noise. Netherlands: Springer Verlag. ج. 2. ص. 387–392. DOI:10.1007/BF00159677. ISSN:0049-6979. {{استشهاد بكتاب}}: |عمل= تُجوهل (مساعدة)
3. ↑  Jiménez-Uribe, Dámaris A.; Daniels, Darwin; Fleming, Zoë L.; Vélez-Pereira, Andrés M. (Jan 2021). "Road Traffic Noise on the Santa Marta City Tourist Route". Applied Sciences (بالإنجليزية). 11 (16): 7196. DOI:10.3390/app11167196. ISSN:2076-3417.{{استشهاد بدورية محكمة}}:  صيانة الاستشهاد: دوي مجاني غير معلم (link)
4. ↑  Senate Public Works Committee, Noise Pollution and Abatement Act of 1972, S. Rep. No. 1160, 92nd Cong. 2nd session
5. ↑  Public Law No. 92-574, 86 Stat. 1234 (1972) Noise Pollution and Abatement Act of 1972, codification amended at 42 U.S.C. 4901-4918 (1988)
6. ↑  Public hearings on noise abatement and control, Volumes 7-8. United States. Office of Noise Abatement and Control. 1972. ص. 81. مؤرشف من "roadway+noise" الأصل في 2022-12-10. اطلع عليه بتاريخ 2010-11-30.
7. ↑  "Incidence of Pedestrian and Bicyclist Crashes by Hybrid Electric Passenger Vehicles" (PDF). إدارة السلامة الوطنية على الطرق العامة. سبتمبر 2009. مؤرشف من الأصل (PDF) في 2022-12-10. اطلع عليه بتاريخ 2009-10-05. Technical Report DOT HS 811 204
8. ↑  "The Economist". 30 يونيو 2012. مؤرشف من الأصل في 2022-12-10. اطلع عليه بتاريخ 2013-07-25.
9. ↑  "The Influence of Pavement Surface Texture on Traffic Noise" (PDF). Minnesota Department of Transportation Research Services Section. ديسمبر 2010. مؤرشف من الأصل (PDF) في 2022-12-10. اطلع عليه بتاريخ 2017-08-24.
10. ↑  Katherine Whaley (5 أكتوبر 2016). ""Groovy" solution to I-10 freeway noise". Houston: KTRK-TV. مؤرشف من الأصل في 2022-12-10. اطلع عليه بتاريخ 2017-08-24.
11. ↑  Hogan، C. Michael (سبتمبر 1973). Analysis of highway noise. Netherlands: Springer Verlag. ج. 2. ص. 387–392. DOI:10.1007/BF00159677. ISSN:0049-6979. {{استشهاد بكتاب}}: |عمل= تُجوهل (مساعدة)Hogan, C. Michael (September 1973). Analysis of highway noise. Journal of Water, Air, & Soil Pollution, Volume 2, Number 3, Biomedical and Life Sciences and Earth and Environmental Science Issue. Vol. 2. Netherlands: Springer Verlag. pp. 387–392. doi:10.1007/BF00159677. ISSN 0049-6979. S2CID 109914430.